# Castell de Malavella

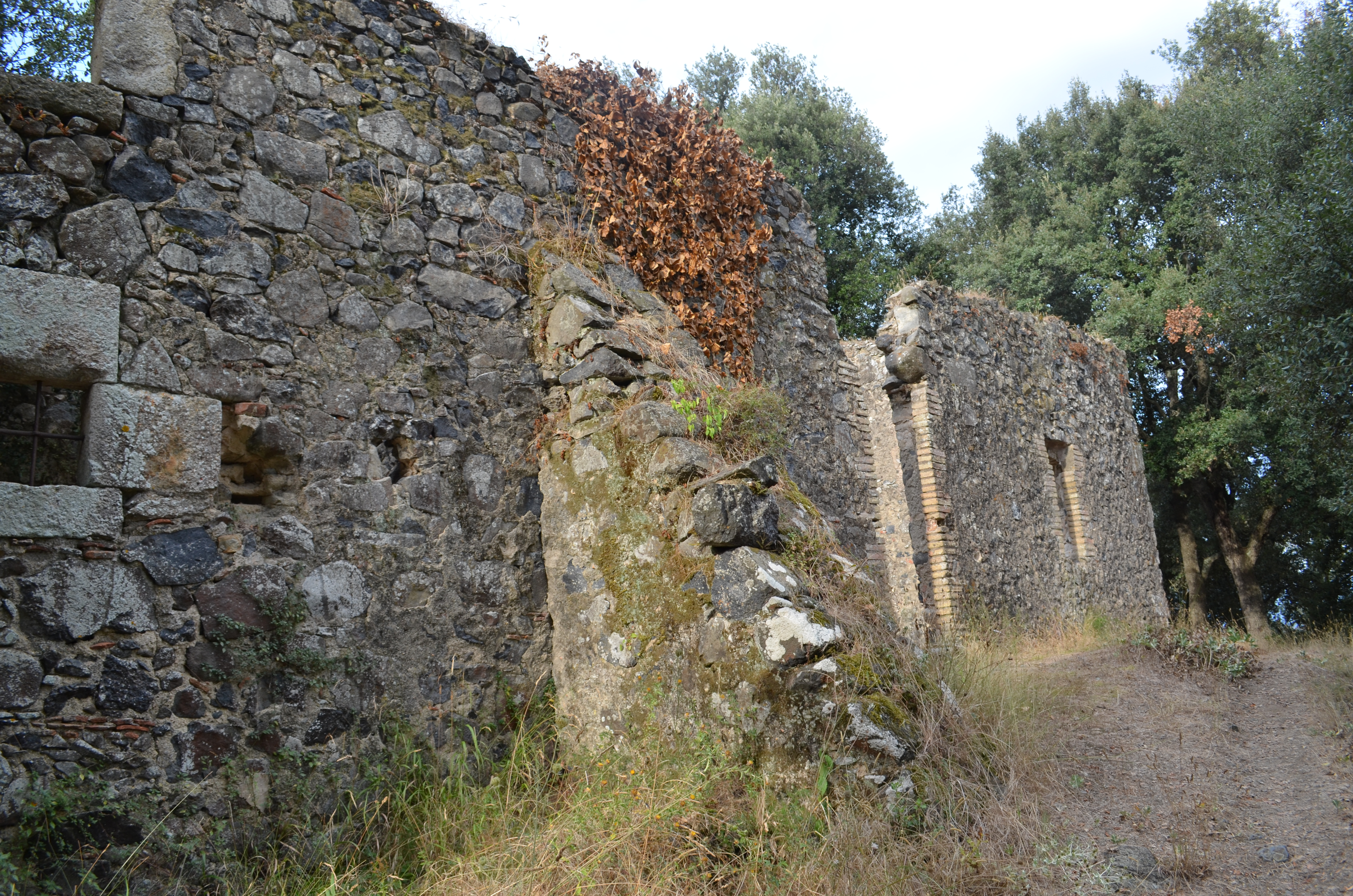
Castell de Malavella, Nordmauer von außen

Das Castell de Malavella ist eine Burgruine in Caldes de Malavella, einem katalanischen Ort in der Comarca La Selva der Provinz Girona. Das Castell steht als Bé Cultural d’Interès Nacional unter der höchsten Stufe des Denkmalschutzes.

## Geschichte
Das Castell de Malavella wurde erstmals 1057 in eine Schenkungsurkunde der Gräfin Ermessenda (Ehefrau des Grafen Ramon Borrell) als Castro Vetulo urkundlich erwähnt. 1057 erfolgte eine Erwähnung als Castro quod dicunt Malavela. 1225 wird die Befestigungsanlage als Malavetula und 1309 als Calidis de Malaveglia erwähnt. Es handelte sich um eine Befestigungsanlage der Baronie von Llagostera. Im 14. Jahrhundert zum Schloss umgebaut war die Anlage 1831 im Besitz des Herzogs von Medinaceli, Graf von Cabrera.

## Beschreibung
Die Burg liegt unmittelbar neben der Wallfahrtskirche Església de Sant Maurici und etwa einen Kilometer oberhalb der Siedlung Parc de Malavella, die wiederum ca. 3 Kilometer außerhalb der eigentlichen Stadt liegt. Sie liegt auf einer ebenen Fläche auf dem Gipfel eines kleinen Hügels. Die erhaltenen Grundmauern bestehen aus großen unregelmäßigen Basaltblöcken.
Die am besten erhaltene Ostmauer befindet sich gegenüber der Kirche. In die Mauer wurde eine Nische eingearbeitet, in der eine Figur Unserer Lieben Frau von Lourdes aufgestellt wurde. Sie, genauso wie die Kirche, ist Gegenstand lokaler Wallfahrten.
In der nordwestlichen Ecke, sind Reste eines viereckigen Turmes erhalten. In der nordöstlichen Ecke, befinden sich die Reste der Burgkapelle, die, wie die Wallfahrtskirche, St. Maurice geweiht war. Auch in der Südostecke befand sich ein quadratischer Turm, von dem etwa 7 Meter erhalten sind.
In der Mitte der Anlage befindet sich ein Trigonometrischer Punkt (Vértice geodésico) des Instituto Geográfico Nacional de España.

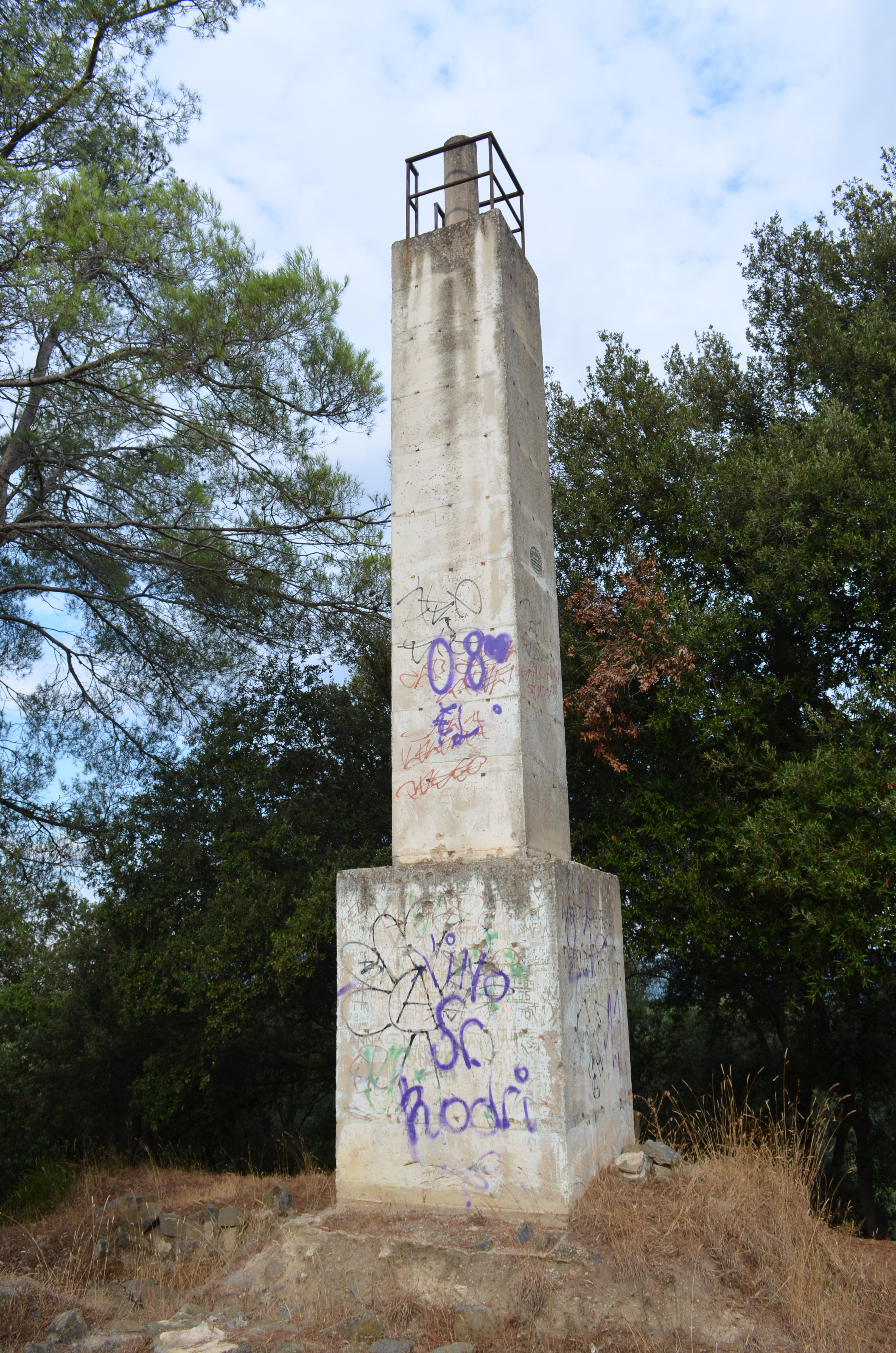
Trigonometrischer Punkt in der Mitte der Anlage
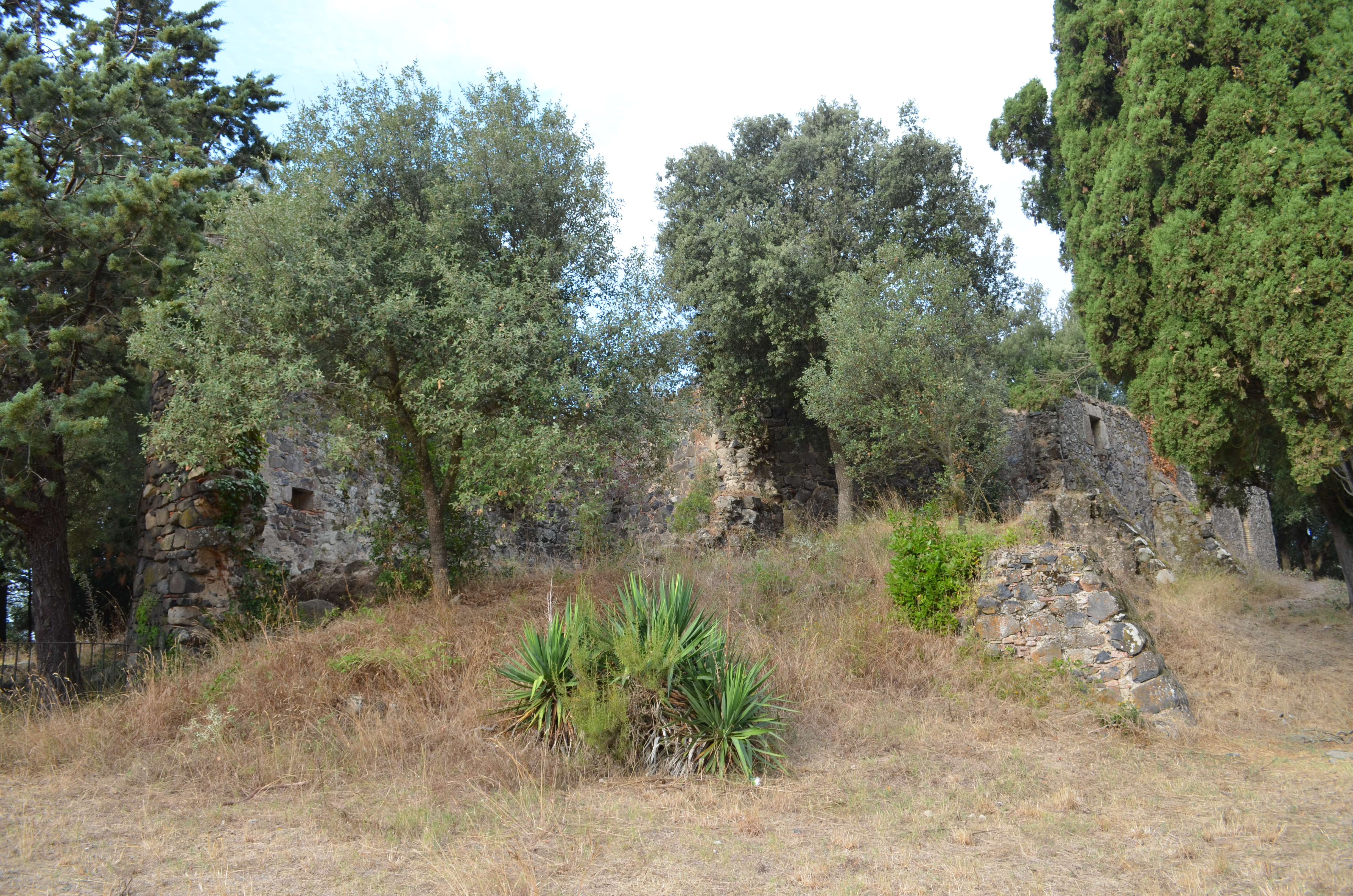
Mauerreste
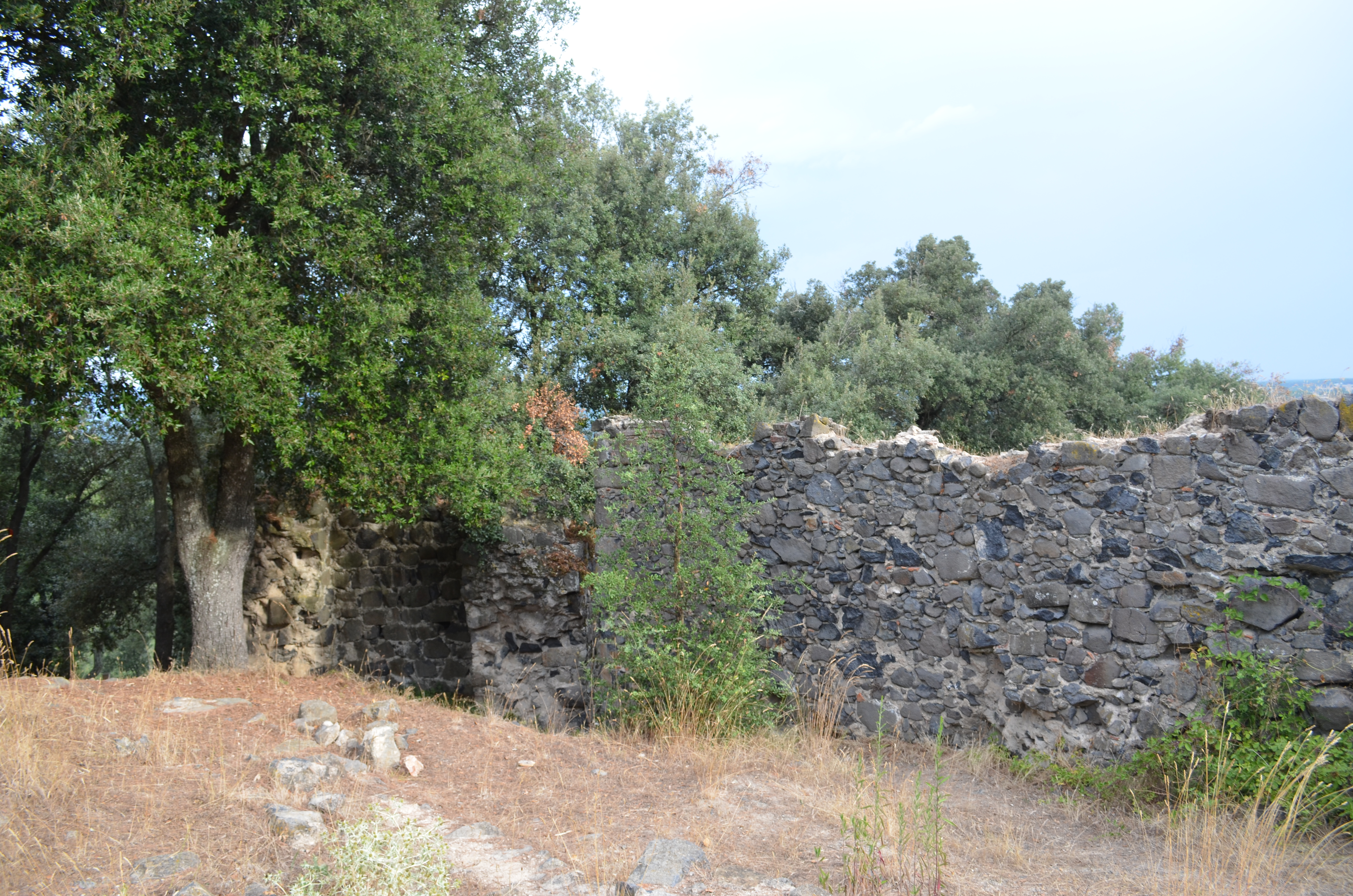
Nordmauer von Innen
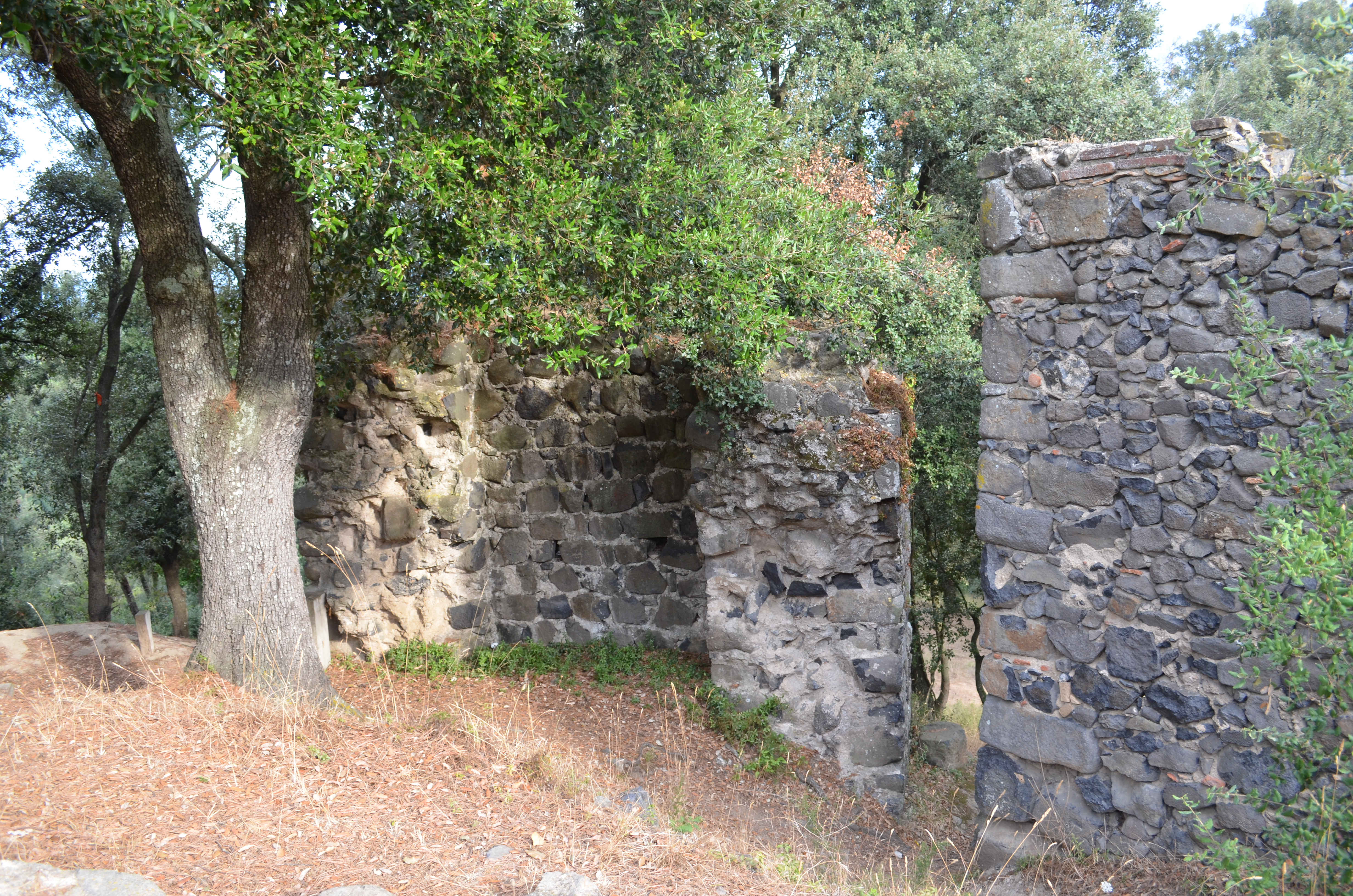
Nordwestturm von Innen
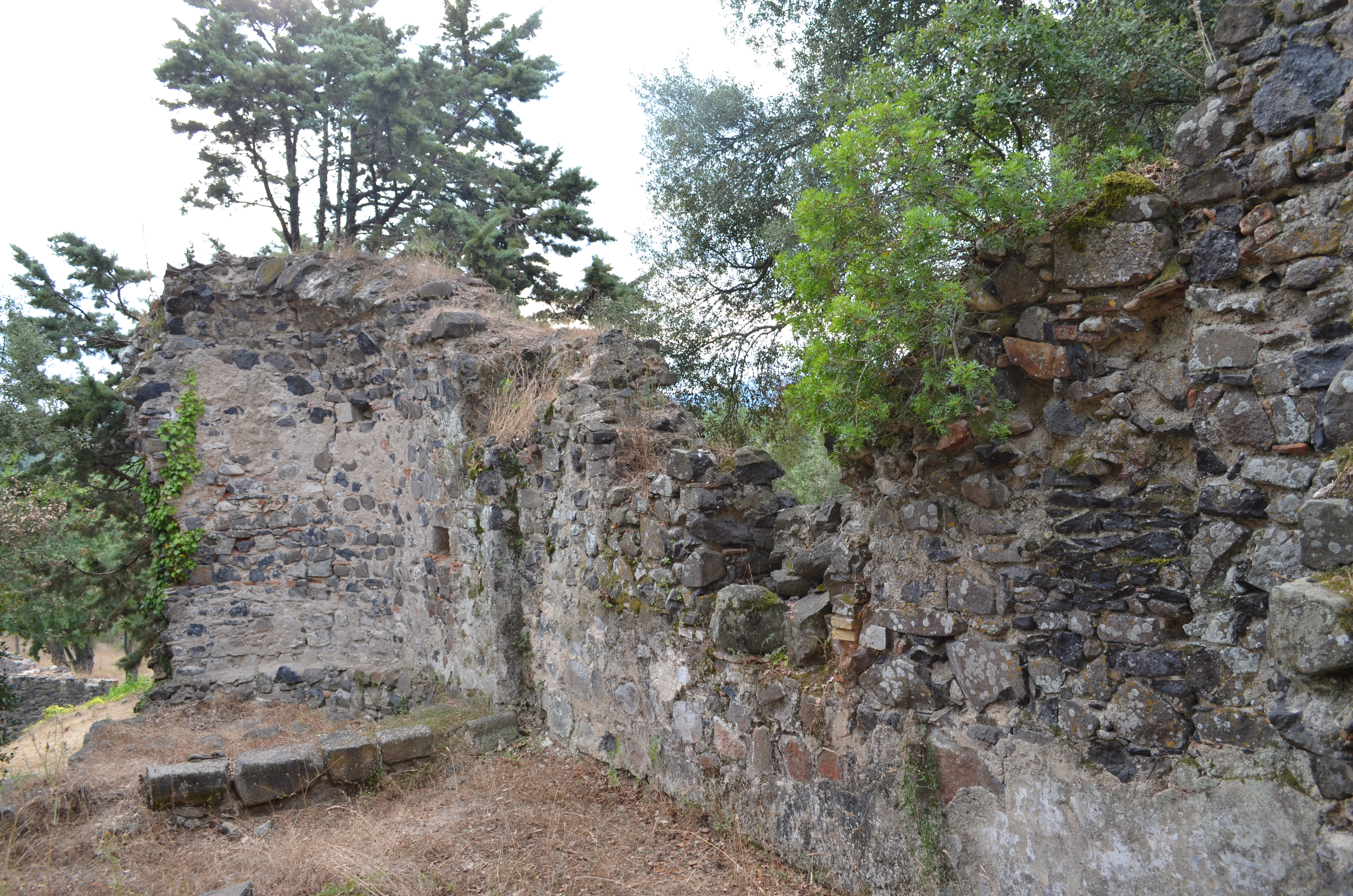
Mauerreste
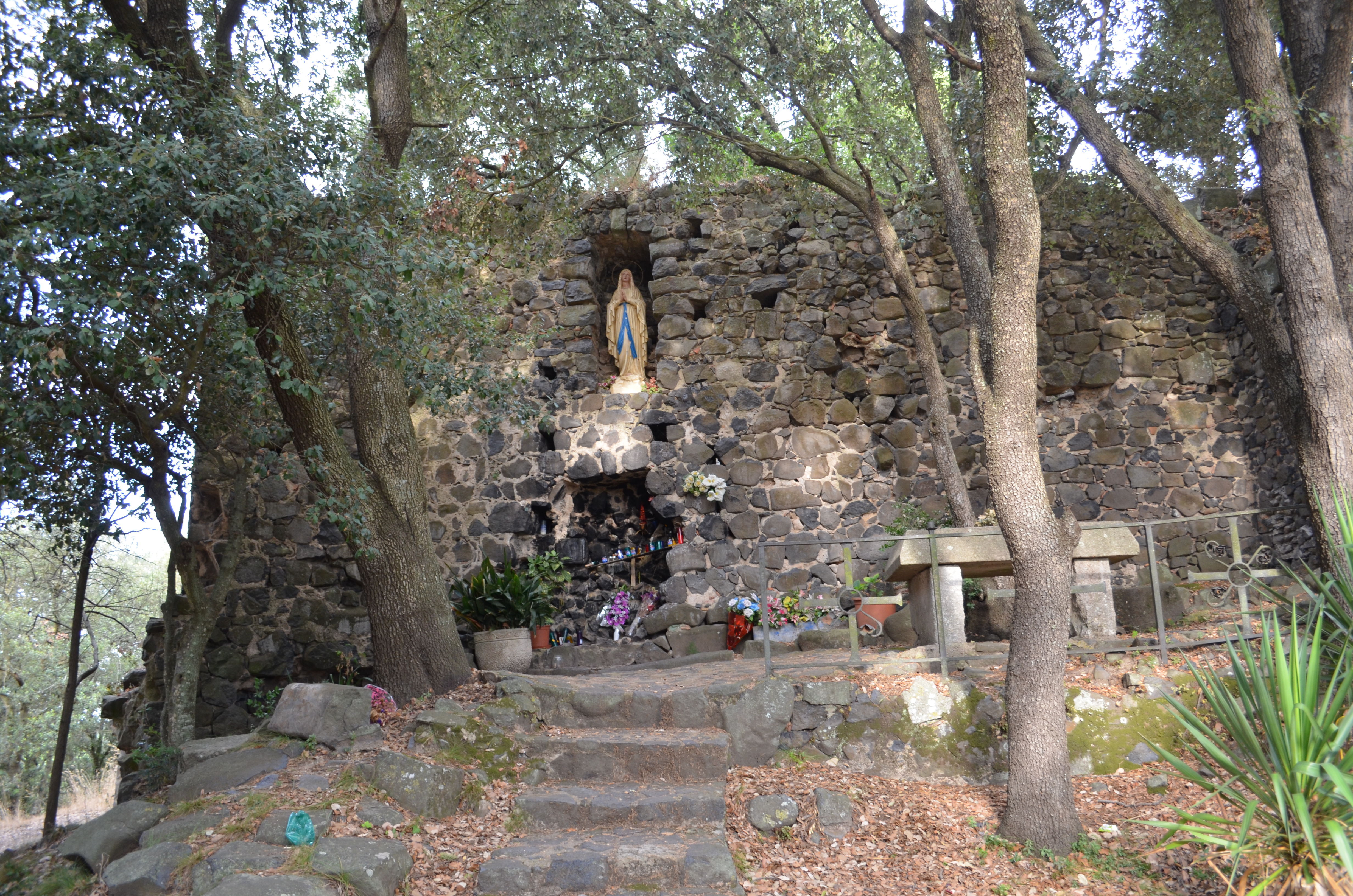
Ostmauer mit Figur Unserer Lieben Frau von Lourdes
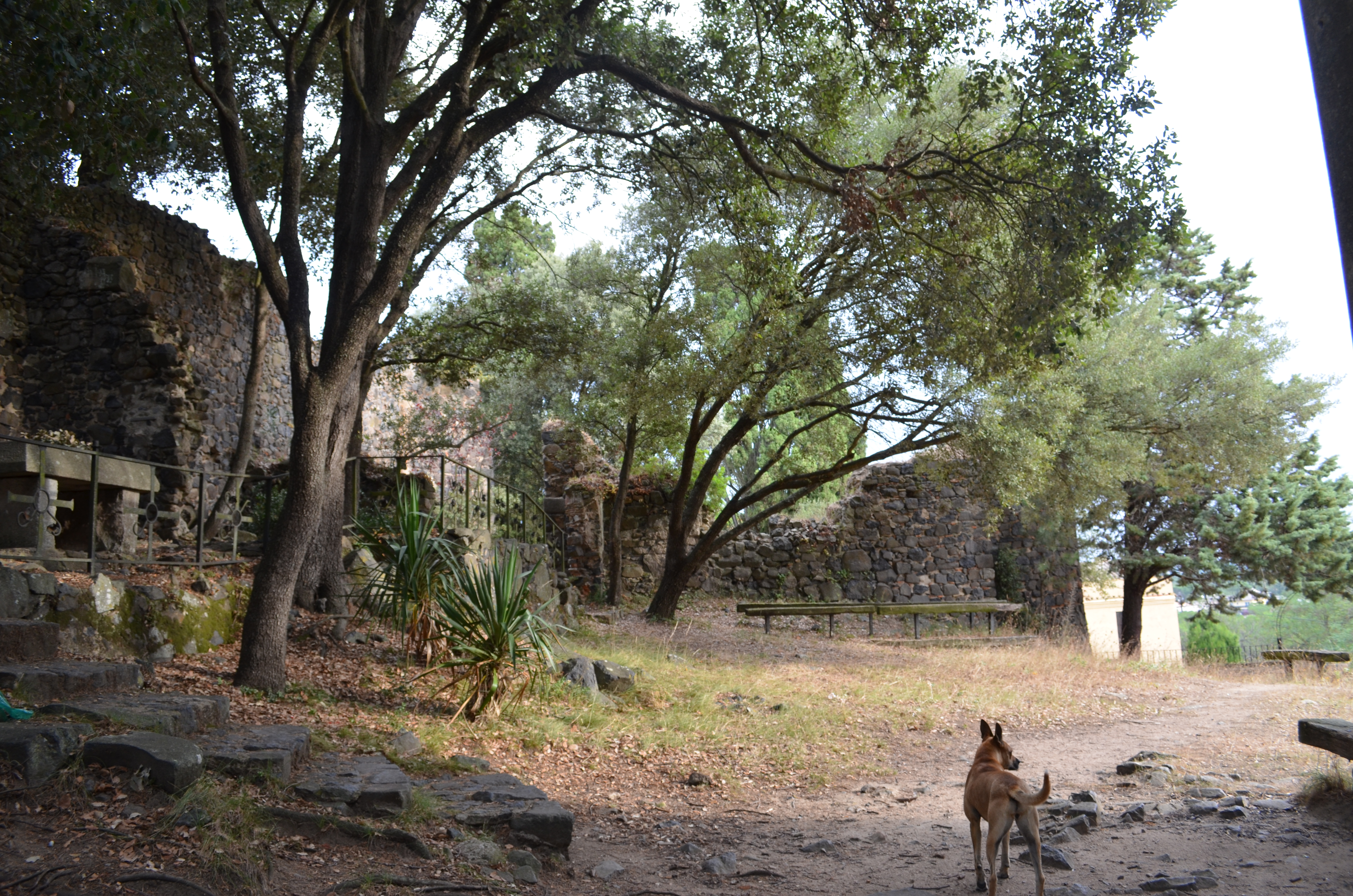
Ostmauer